# Eurocopter Tiger
Eurocopter Tiger là một loại trực thăng chiếu đấu được phát triển bởi Đức-Pháp qua hãng Eurocopter (bây giờ gọi là Airbus Helicopters), số hiệu của hãng chế tạo đặt là EC665, bắt đầu được sử dụng vào năm 2003. Ban đầu chiếc này được gọi ở Đức là Panzerabwehrhubschrauber 2 (Trực thăng chống thiết giáp: PAH-2), quân đội Đức khi bắt đầu sử dụng thì gọi nó là Unterstützungshubschrauber Tiger (Trực thăng yểm trợ: UHT). Nó có thể chuyên chở được bởi máy bay vận tải Airbus A400M. Động cơ của Tiger MTR390 được liên hãng MTU Turbomeca Rolls-Royce GmbH (MTR) tại Hallbergmoos gần München chế tạo. Trực thăng được ráp ở Donauwörth, Marignane, Albacete và Úc.
Từ khi được sử dụng Tigers đã tham dự chiến đấu tại Afghanistan, Libya, và Mali.

## Lịch sử

### Phát triển
Năm 1984, 2 chính phủ Đức và Pháp cùng nhau đưa ra một nhu cầu cần thiết cho một trực thăng quân sự mới có thể dùng vào nhiều việc. Một Joint Venture giữa hãng Pháp Aérospatiale và hãng Đức MBB được thành lập.
Vì việc chế tạo quá tốn kém nên chương trình bị hủy bỏ vào năm 1986, quân đội Đức dự tính mua trực thăng chiến đấu của Mỹ AH-64 Apache. Tuy nhiên vào năm 1987 chương trình chế tạo lại được tiếp tục trở lại.
Năm 1989 liên hãng được ủy nhiệm chế tạo 5 chiếc trực thăng kiểu mẫu. 3 chiếc không trang bị vũ khí, một chiếc theo kiểu Đức chống tăng và 1 kiểu Pháp hộ tống và yểm trợ. Cùng năm liên hãng MTU Turbomeca Rolls-Royce GmbH (MTR) tại Hallbergmoos gần München được thành lập để chế tạo động cơ MTR390-2C cho trực thăng này. Sau khi nước Đức thống nhất, họ đổi sang kiểu mẫu với nhiều công dụng cả chống tăng lẫn hộ tống và yểm trợ (UHT). Chiếc kiểu mẫu đầu tiên đã được cho bay thử vào năm 1991. Chiếc Tiger xuất hiện lần đầu tiên trước công chúng xảy ra vào năm 1995 trong phim James-Bond GoldenEye.
Trực thăng Tiger được sản xuất hàng loạt vào năm 2002. Lần bay đầu tiên trong loạt sản xuất này là một chiếc cho quân đội Pháp xảy ra vào tháng 3 năm 2003. Tới tháng 9 năm 2003 thì 80 chiếc được bắt đầu giao cho quân đội Pháp. Tới cuối năm 2003 thì Đức cũng nhận được chiếc đầu tiên. Cuối năm 2009 4 trong số 32 chiếc Tiger dự định đặt tại căn cứ quân sự Fritzlar, Bắc Hessen đã được giao..
Năm 2001 chính phủ Úc cũng đặt 22 chiếc được dùng để trinh sát. Chiếc đầu tiên được giao vào năm 2004. Năm 2003 chính phủ Tây Ban Nha cũng đặt 24 chiếc, một chế biến của kiểu HAD (Yển trợ và truy đuổi).

### Trục trặc
Eurocopter Tiger hiện cũng có các trục trặc phát sinh khi hoạt động một trong số đó đã làm hàng loạt phi công đình công sau khi bị "hun khói" nhiều lần trong buồn lái. Trong trường hợp khẩn cấp các phi công chỉ có thể mở một cánh cửa thông khí nhỏ và thực hiện "một màn nhào lộn" để khói độc trong buồng lái có bay ra ngoài. nhanh.

## Ra trận

### Pháp
Lần đầu tiên được mang ra chiến trường là ngày 26 tháng 7 năm 2009, khi 3 chiếc Tiger-HAP được chở bằng máy bay Antonov An-124 của hãng hàng không Volga-Dnepr tới Kabul, Afghanistan. Ngày 20 tháng 8 năm 2009 là lần đầu tiên mà 12 hỏa tiễn đã được bắn ra trong một trận chiến.
Vào ngày 23 tháng 5 năm 2011, một chiếc tàu hạng Mistral, chuyên dùng để chở trực thăng có thể lên bờ Tonnerre (L9014), đã chở trực thăng Tiger tham dự chiến tranh tại Lybia. Vào sáng ngày 4 tháng 6 năm 2011 thì những chiếc này đã tham dự vào trận chiến, và đã tấn công những xe cộ, và vũ khí quân sự tại gần thành phố Brega.

### Đức
Mãi tới tháng 12 năm 2012 4 chiếc UH Tiger mới tham dự vào chiến tranh tại Afghanistan. Ra trận lần đầu tiên mà được công bố là vào ngày 4 tháng 5 năm 2013 tại vùng Baghlan. Một nhóm quân lính đặc biệt gồm 17 người, bị phục kích và đã gọi điện cầu cứu, 2 chiếc Tiger đã bay tới yểm trợ, phóng hỏa tiễn tấn công những vị trí của quân địch.

### Tây Ban Nha
Vào ngày 26 tháng 3 năm 2013, chiếc máy bay FAMET đã chở 3 chiếc Tiger HAP tới Afghanistan. 3 chiếc Tiger này được sử dụng để yểm trợ quân đội Tây Ban Nha rút quân dần dần ra khỏi Afghanistan.

## Trực thăng chiến đấu tương tự
- Agusta A129 "Mangusta" cũng như copy có giấy phép TAI T-129 "Atak"
- Bell AH-1Z "Viper" (AH-1W "SuperCobra")
- Boeing AH-64D "Apache Longbow"
- Denel AH-2 „Rooivalk" (Atlas CSH-2)
- CAIC Wuzhuang Zhisheng WZ-10
- HAL Light Combat Helicopter
- Mil Mi-24/25/35 „Hind"
- Mil Mi-28 „Havoc"
- Kamov Ka-52 "Aligator" (Hokum-B)
- Kamov Ka-50 "Black Shark" (Hokum-A)